# Philip Repington
Philip Repington,  (né vers 1345 au pays de Galles,  et mort en 1424  est un cardinal gallois du XVe siècle. Il est membre de l'ordre des augustins.

## Biographie
Repington étudie à l'université d'Oxford et y est professeur de théologie. À cause de son soutien de John Wycliffe,  Repington est excommuniqué, mais il abjure les hérésies et  il devient chanoine et abbé de Leicester. Repington est  chancelier de l'université d'Oxford de  1397 à 1402. Il est un ami du roi Henri IV d'Angleterre.  En 1404 il est nommé évêque de Lincoln.
Le pape Grégoire XII le crée cardinal lors du consistoire du 19 septembre 1408.
Le cardinal Repington  ne participe pas au conclave de 1417, lors duquel Martin V  est élu. Il est un auteur connu d'œuvres ecclésiastiques.